# فرط ثلاثي غليسيريد الدم
فَرْطُ ثُلاثِيِّ غليسيريدِ الدَّم
أو فرط ثلاثي غليسريدات الدم (بالإنجليزية: Hypertriglyceridemia)‏ يدل على ارتفاع (هايبر) مستويات الدم (-دميا) من الدهون الثلاثية، و الجزيء الدهني الأكثر وفرة في معظم الكائنات الحية. وترتبط مستويات مرتفعة من الدهون الثلاثية مع تصلب الشرايين، حتى في غياب ارتفاع الكولسترول (ارتفاع مستويات الكوليسترول في الدم)، وتهيئ لأمراض القلب والأوعية الدموية. ارتفاع مستويات الدهون الثلاثية أيضا يزيد من خطر التهاب البنكرياس الحاد. ارتفاع شحوم الدم في حد ذاته هو عادة أعراض، على الرغم من أن مستويات عالية قد تترافق مع الآفات الجلدية المعروفة باسم زانثوماس. 
يتم التشخيص على اختبارات الدم، وغالبا ما يتم تنفيذها كجزء من الفحص. مرة واحدة تشخيص، وعادة ما تكون هناك حاجة لاختبارات الدم الأخرى لتحديد ما إذا كان مستوى الدهون الثلاثية الناجمة عن الاضطرابات الكامنة الأخرى ("فرط شحوم الدم الثانوي") أو ما إذا كان لا يوجد مثل هذا السبب الكامن وراء ("فرط شحوم الدم الأولي"). هناك استعداد وراثي لكل من ارتفاع شحوم الدم الأولي والثانوي. 
فقدان الوزن والتعديل الغذائي قد يحسن زيادة شحوم الدم. يعتمد قرار علاج ارتفاع شحوم الدم مع الأدوية على المستويات وعلى وجود عوامل الخطر الأخرى لأمراض القلب والأوعية الدموية. يتم التعامل مع مستويات عالية جدا من شأنها أن تزيد من خطر التهاب البنكرياس مع دواء من الطبقة فيبرات. ويمكن استخدام الأحماض الدهنية النياسين والأوميغا 3 وكذلك الأدوية من فئة ستاتين جنبا إلى جنب، مع ستاتين العلاج من المخدرات الرئيسية لارتفاع شحوم الدم المعتدل من أجل الحد من مخاطر القلب والأوعية الدموية. 

## العلامات والأعراض
معظم الأشخاص الذين يعانون من الدهون الثلاثية المرتفعة لا يعانون من أي أعراض. بعض أشكال فرط شحوم الدم الأولي يمكن أن تؤدي إلى أعراض محددة: كل من تشيلكرونكرميا العائلي والدهون المختلطة الأولية تشمل أعراض الجلد (الورم الأصفر ثوران)، تشوهات العين (شبكية العين)، تضخم الكبد والطحال (تضخم الكبد والطحال)، والأعراض العصبية. بعض تجربة الهجمات من آلام في البطن التي قد تكون نوبات خفيفة من التهاب البنكرياس. زانثوماس الانبثاق هي حطاطات 2-5 ملم، في كثير من الأحيان مع حلقة حمراء من حولهم، التي تحدث في مجموعات على جلد الجذع والأرداف والأطراف. يسبب ديسبتاليبوبروتينميا عائلي أكبر، ورم زانثوماس درني. هذه هي الأحمر أو البرتقالي وتحدث على المرفقين والركبتين. بلمار تجعد زانثوماس قد تحدث أيضا. 
يتم التشخيص على اختبارات الدم، وغالبا ما يتم تنفيذها كجزء من الفحص. مرة واحدة تشخيص، وعادة ما تكون هناك حاجة لاختبارات الدم الأخرى لتحديد ما إذا كان مستوى الدهون الثلاثية الناجمة عن الاضطرابات الكامنة الأخرى ("فرط شحوم الدم الثانوي") أو ما إذا كان لا يوجد مثل هذا السبب الكامن وراء ("فرط شحوم الدم الأولي"). هناك استعداد وراثي لكل من ارتفاع شحوم الدم الأولي والثانوي.
التهاب البنكرياس الحاد يحدث في الناس الذين مستوياته الثلاثية هي فوق 1000 ملغ / دل (11.3 مليمول / لتر). ويرتبط ارتفاع شحوم الدم مع 1-4٪ من جميع حالات التهاب البنكرياس. الأعراض مشابهة لالتهاب البنكرياس الثانوي لأسباب أخرى، على الرغم من أن وجود زانثوماس أو عوامل الخطر لفرط شحوم الدم يمكن أن تقدم أدلة. 

## الفحص
وفي عام 2016، خلصت فرقة العمل المعنية بالخدمات الوقائية التابعة للولايات المتحدة إلى أن اختبار السكان الذين تقل أعمارهم عن 40 عامًا دون أعراض ليس له فائدة واضحة. 

## العلاج
فقدان الوزن والتعديل الغذائي قد يحسِّن زيادة شحوم الدم. يعتمد قرار علاج ارتفاع شحوم الدم مع الأدوية على المستويات وعلى وجود عوامل الخطر الأخرى لأمراض القلب والأوعية الدموية. يتم التعامل مع مستويات عالية جدا من شأنها أن تزيد من خطر التهاب البنكرياس مع دواء من الطبقة فيبرات. ويمكن استخدام الأحماض الدهنية النياسين والأوميغا 3 وكذلك الأدوية من فئة ستاتين جنبا إلى جنب، مع ستاتين العلاج من المخدرات الرئيسية لارتفاع شحوم الدم المعتدل من أجل الحد من مخاطر القلب والأوعية الدموية.
بالنسبة للأشخاص الذين يعانون من مستويات مرتفعة أو معتدلة عالية من الدهون الثلاثية ويوصى بتغيير نمط الحياة. وهذا قد يشمل تقييد الكربوهيدرات والدهون في النظام الغذائي. ويوصى الأدوية في تلك التي لديها مستويات عالية من الدهون الثلاثية، مع الألياف الموصى بها أولا. 